# گکوی چسب‌انگشتی
گکوی چسب‌انگشتی (نام علمی: Dactylocnemis pacificus) نام یک گونه از تیره دوگانه‌انگشتان است.